# Широнина, Валентина Ивановна
Валентина Ивановна Широнина (19 октября 1942, Новосибирск — 1920) — советская и российская театральная актриса, заслуженная артистка РСФСР (1978).

## Биография
Родилась 19 октября 1942 года в Новосибирске. Окончила Новосибирское театральное училище, в котором училась с 1960 по 1964 год у педагогов Л. Б. Борисовой и К. С. Чернядева.
Театральную карьеру начала травести-актрисой. В 1964—1978 годах выступала на сцене Новосибирского театра юного зрителя; с 1978 года играла в театре «Красный факел».
Занимала должность доцента кафедры сценической речи в Новосибирском театральном институте.
Одна из последних ролей артистки была Мария Хосефа в постановке пьесы Федерико Гарсиа Лорки «Дом Бернарды Альбы».
Умерла 28 декабря 2020 года в Новосибирске.

## Некоторые роли
- Элен — «Сотворившая чудо», У. Гибсон (1964);
- Сима — «В дороге», В. Розов (1965);
- Варя — «Мужчина 17-ти лет», И. Дворецкий (1966);
- Пеппи — «Пеппи — Длинный чулок», А. Линдгрен (1971);
- Катя — «Радуга зимой», М. Рощин (1972);
- Липочка — «Свои люди — сочтёмся» (1972);
- Коринкина — «Без вины виноватый», А. Островский (1976);
- Катя — «Репетитор», Г. Полонский (1977);
- Искра — «Гнездо глухаря», В. Розов (1979);
- Людмила — «Ретро», А. Галин (1982);
- Ада — «Вдовий пароход», И. Грекова, П. Лунгин (1985);
- Нелли Николаевна — «Синее небо, а в нём облака», В. Арро (1986);
- Инна Рассадина — Sorry, А. Галин (1993);
- Элен — «Дамы встречаются по четвергам», Лоле Белон (1995);
- Каролина Эшли — «Недосягаемая», У. С. Моэм (2000)[1].

## Награды
В 1978 году Широниной присвоено звание заслуженной артистки РСФСР; творческая деятельность актрисы также была отмечена почётной грамотой Министерства культуры России «За большой вклад в развитие культуры и многолетнюю плодотворную работу».